# 青山レイニィ・ナイト
「青山レイニィ・ナイト」（あおやまレイニィ・ナイト）は、森雪之丞の作詞、鈴木邦彦の作曲によるデュエット・ソング。当時の人気声優によるパンド、スラップスティックのアルバム『GSチック』の収録曲として1981年に発表された。歌唱は同バンドのメンバーの古川登志夫と、バンド外からのゲスト白石冬美による。
翌1982年、野沢那智と白石のデュエットによるシングルが、キャニオンレコードから発売された。

## 野沢・白石版シングル

### 発売の経緯
ラジオ番組『パックインミュージック』放送最終年の1982年の夏に、同番組15周年記念版と銘打ち、シングルレコードとして同番組金曜のパーソナリティであった野沢那智と白石冬美のデュエット曲として、キャニオンレコードから発売された。レコード会社のスタッフが「シャレだ！」と白石に対しても公言していたとおり、製作予算は少なく、ジャケット写真は白石が愛猫を持ち、野沢がバストアップという構成の、当時としても珍しいモノクロ撮影によるものであった。このジャケット写真に対し、白石は「ナチちゃんが、中心よぉ」と不満げな感想を放送中に笑いながら漏らしている。ちなみに野沢、白石の、いわゆるナチチャココンビによるデュエットソングとしては、「テレフォンラブ」「おいらケムケム」に続く第3弾であった。
野沢が「ちゃんと練習しなければ、録音はダメだよ」とマネージャーを介し製作側に伝えたことで「録音前の1週間は、ほぼ毎日が歌の練習のスケジュールばかりですごい」と番組放送中に嘆く場面もあった。また、発売直前にゲストにやってきた古川登志夫を気遣った野沢が「これから（古川・白石版「レイニィナイト」と）交互に（番組内でレコードを）かけます」と発言したものの、実際には最終回まで野沢・白石版しか放送中にはかけられていない。なお、野沢にとってはかなり恥ずかしいレコードであったようで、番組中にかかる直前には「ちょっとの我慢です」と小声で何度も漏らしていた。

### オリジナル版との違いなど
野沢・白石版シングルでは、楽曲中の男女2人の台詞がシリアスな雰囲気のものに変更されている。また台詞は、発売されたバージョンの「ここらへんが、寒いのかな？」の他にも、未採用になったが劇中の女性が蚊に刺されたという「ここらへんが、痒いのかな？」という「蚊編」なるものが存在し、『パックインミュージック』内で1度だけ放送された。この「蚊編」の音源のテープは、白石自身がスタジオから持ち帰り所有していると告白している。

### シングル発売後の反響と売上
もともと終了が発表された番組に対してレコード会社から持ちかけられた企画物という経緯から、初回プレスは3000枚？と野沢が講演会などで発言したとおり、積極的な販売促進活動は番組以外ではほとんど見受けられず、野沢の元には発売前にもかかわらず「どっさりとレコードが届いた」、と不安だった気持ちを打ち明けた。
それを裏付ける事例として、キャニオンに対するレコード店からの注文は少なく、発売当日の流通数も極めて少かったため、リスナーである「パックメイト」の間でプレスされた半数程度とも噂された。結果として発売日に予約なしで手に入れられた者も少なく、同週の金曜日には見つからない、どこに売っているのか？というネタでの番組への投書が相次ぐ事態となり、放送中に白石が「予約注文して下さい」と連呼し、野沢に至っては（予約して店に入り売るという）「そういう売り方なんです」と事情を説明し、謝罪する事態ともなった。
発売翌週以降には「どこどこの店で見た」「あそこの店には、まだ在庫が…」といったレコード購入者などの投書の他、新星堂上大岡店での在庫が大きく取り上げられ、同店を訪れたリスナーが撮影した、手作りと見られる販促ディスプレイ写真がキャニオンレコードの営業マンの手に渡り、ようやく追加プレスが決定した。しかし、同店でも1回の注文数は10枚から20枚と少なく、理由としてレコード会社への返品が不可という販売店サイドの窮状を伝えていた。
売上面では、『パックインミュージック』放送最終週でオリコン100位以内は確実！と放送中に、当時TBSに在職していた林美雄ディレクターからの正式な発表がされており、野沢・白石2人の潜在的な人気もあり、また有線放送まわりも実行されたことから、追加プレスされた分も含め、ほぼ完売という当初の予想外の結果を出した。

### 現状
アナログレコードでは廃盤となっており、CDでの再発売や復刻はされていないが、 2010年に野沢が急逝した際、白石が司会を務めた追悼番組の放送中に、復刻を望む声がファックスや葉書などで多数届き、番組内で紹介された。

## シングル収録曲
1. 青山レイニィ・ナイト (3:46)
作詞：森雪之丞、作曲：鈴木邦彦、編曲：薗広昭
2. 青山レイニィ・ナイト（カラオケ） (3:46)
作曲：鈴木邦彦、編曲：薗広昭